# 1933년의 황금광들

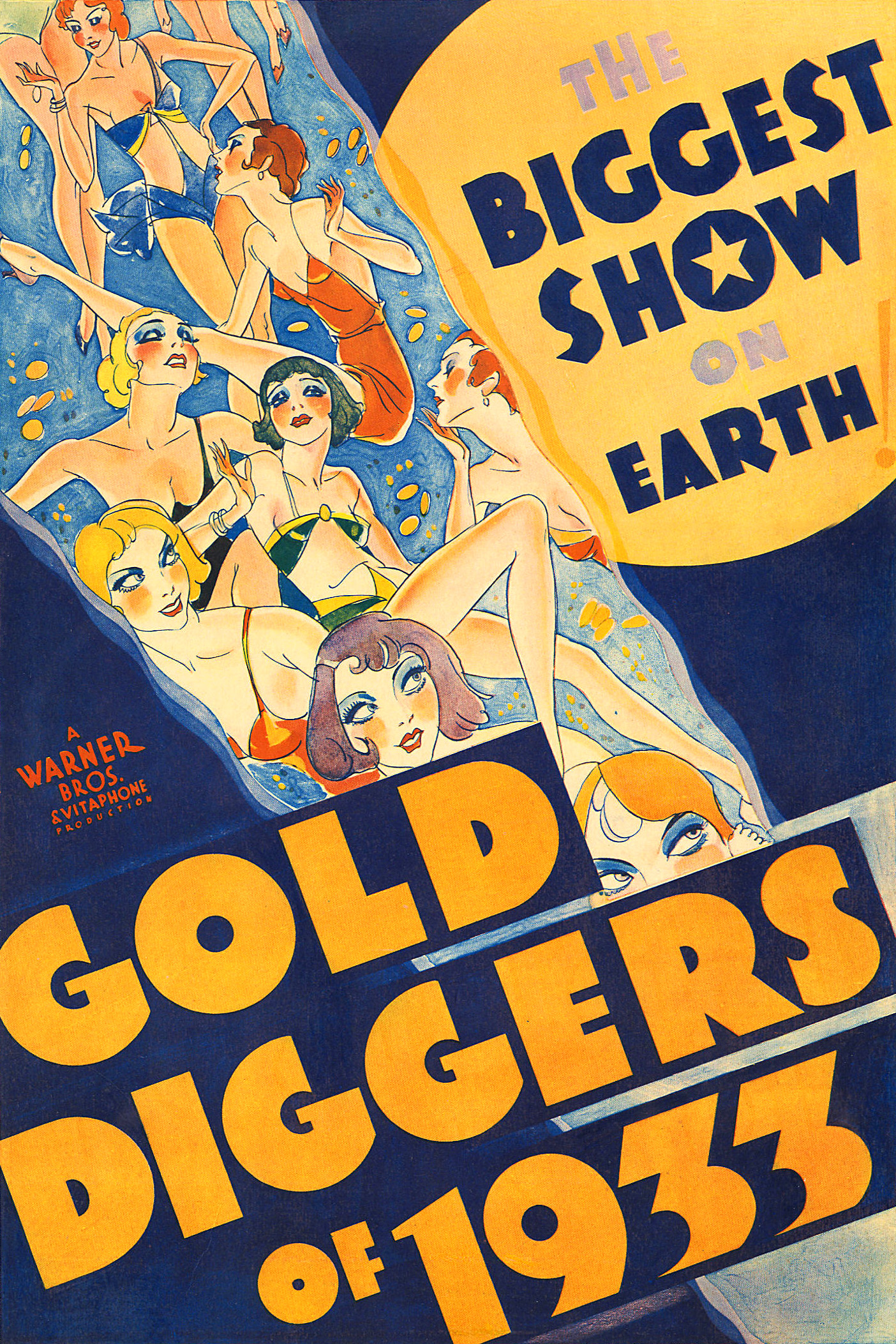
1933년의 황금광들의 영화 포스터 (1933)

《1933년의 황금광들》(Gold Diggers Of 1933)는 미국에서 제작된 머빈 르로이 감독의 1933년 5월 27일에 개봉한 코미디, 드라마, 뮤지컬 영화이다. 워렌 윌리엄 등이 주연으로 출연하였고 로버트 로드 등이 제작에 참여하였다.
줄거리는 1919년부터 1920년 사이 브로드웨이의 282개 공연 중에 수행된 Avery Hopwood의 연극 The Gold Diggers에 기반을 둔다.

## 출연

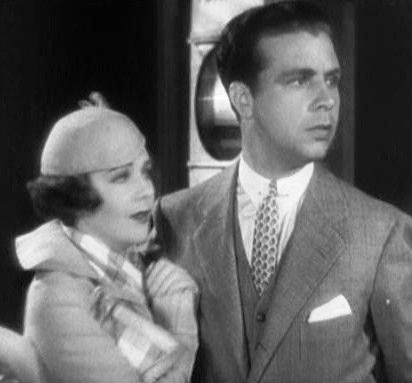
영화 속 루비 킬러와 딕 포웰

### 주연
- 워렌 윌리엄
- 조안 블론델

### 조연
- 어라인 맥마혼
- 루비 킬러
- 딕 포웰
- 가이 키비
- 네드 스팍스
- 진저 로저스

## 기타
- 협력프로듀서: 레이몬드 그리피스
- 의상: 오리 켈리